# Eurytyla
Eurytyla là một chi bướm đêm thuộc họ Gracillariidae.

## Các loài
- Eurytyla automacha Meyrick, 1893